# 亀高美智子
亀高 美智子（かめたか みちこ）は、フジテレビ編成局制作センター制作業務室制作推進部長。東京都出身。

## 人物
お茶の水女子大学卒業後、1993年にフジテレビに入社。『ダウンタウンのごっつええ感じ』アシスタントディレクターを皮切りに多くの番組制作に関わる。『一人ごっつ』でディレクターデビュー。
明石家さんまやマツコ・デラックスの番組を担当することが多い。2016年3月1日付で編成制作局バラエティー制作センターデスク担当部長に昇進、2016年6月28日付で制作局第2制作センターデスク担当部長。それ以前は、編成制作局ゼネラルプロデューサー・チーフプロデューサーだった。担当していた一部の番組は中嶋優一チーフプロデューサーに引き継いだ。2017年7月より現職。
2022年3月に早期退職制度により退職。

## 担当番組

### 過去
レギュラー
- ダウンタウンのごっつええ感じ（AD）
- A女E女（ディレクター）
- あっぱれ!!さんま大教授（AP）
- あっぱれ!!さんま新教授（AP）
- 森田一義アワー 笑っていいとも!（ディレクター）
- SMAP×SMAP（演出）
- BACK-UP!（制作プロデューサー）
- はやく起きた朝は…（AP → プロデューサー）
- 人生もっと満喫アワー トキめけ!ウィークワンダー（プロデューサー）
- (株)世界衝撃映像社（協力プロデューサー）
- マツコの部屋（チーフプロデューサー）
- しあわせの素（プロデューサー）
- 10匹のコブタちゃん 〜ヤセガマンしないTV〜（チーフプロデューサー）
- ワオ（チーフプロデューサー）
- 前略、月の上から。（チーフプロデューサー）
- ミレニアムズ（チーフプロデューサー）
- ペケ×ポン（チーフプロデューサー）
- ホンマでっか!?TV（チーフプロデューサー）
- アウト×デラックス（チーフプロデューサー）
- 関ジャニ∞クロニクル（チーフプロデューサー）
- さんまのお笑い向上委員会（チーフプロデューサー）

特番
- さんタク（ディレクター）
- さんま・福澤のホンマでっか!?ニュース（プロデューサー）
- 秘蔵映像すべて見せます・名曲で綴るフジテレビ〜ボクらの心に流れる歌（プロデューサー）
- テレビを輝かせた100人（プロデューサー）
- FNS27時間テレビ
  - FNS27時間テレビ!! みんな笑顔のひょうきん夢列島!!（総合プロデューサー）
  - FNS27時間テレビ 女子力全開2013 乙女の笑顔が明日をつくる!!（チーフプロデューサー）
  - FNS27時間テレビ2019 にほんのスポーツは強いっ!（制作）
- 新春かくし芸大会（プロデューサー）
- さんまの笑顔映像グランプリ（プロデューサー → チーフプロデューサー）
- メールのぞき見バラエティ 夜行性くりぃ虫（チーフプロデューサー）
- ノリタケ・フミヤ・ヒロミが行く! キャンピングカー合宿〜出会い・ふれあい・幸せ旅〜（チーフプロデューサー）
- 明石家サンタの史上最大のクリスマスプレゼントショー（プロデューサー（2013年） → チーフプロデューサー（2014年～2015年））
- さんま&くりぃむの芸能界(秘)個人情報グランプリ（チーフプロデューサー）
- くりぃむしちゅーのテレビでは見せない芸能人年末イベント全部観せます!（チーフプロデューサー）